# Ilnîțea, Irșava
Ilnîțea (în ucraineană Ільниця) este o comună în raionul Irșava, regiunea Transcarpatia, Ucraina, formată numai din satul de reședință.

## Demografie
Componența lingvistică a comunei Ilnîțea
     Ucraineană (99,06%)
     Alte limbi (0,9%)
Conform recensământului din 2001, majoritatea populației comunei Ilnîțea era vorbitoare de ucraineană (99,06%), existând în minoritate și vorbitori de alte limbi.